# Tercera División 1932-1933 (Spagna)
Il campionato di Tercera División 1932-1933 fu il 4º campionato avente questa dicitura ed era il terzo livello del campionato spagnolo. Composto da 32 squadre suddivise in 8 gruppi zonali. Le prime due di ciascun gruppo si qualificavano per disputare degli ottavi di finale quindi dei quarti di finale, semifinale e finale. Vide la vittoria finale del Sabadell con relativa promozione in Segunda División 1933-34.

## Gruppo 1
|  | Pos. | Squadra             | Pt | G | V | N | P | GF | GS | DR |
|  | ---- | ------------------- | -- | - | - | - | - | -- | -- | -- |
|  | 1.   | Stadium Avilés      | 8  | 6 | 4 | 0 | 2 | 13 | 9  | +4 |
|  | 2.   | Union Sporting Vigo | 8  | 6 | 4 | 0 | 2 | 14 | 12 | +2 |
|  | 3.   | Eiriña              | 4  | 6 | 2 | 0 | 4 | 11 | 12 | -1 |
|  | 4.   | Racing Ferrol       | 4  | 6 | 2 | 0 | 4 | 6  | 11 | -5 |

Verdetto
- Qualificate agli ottavi di finale: Stadium Avilés e U. SP de Vigo

## Gruppo 2
|  | Pos. | Squadra               | Pt | G | V | N | P | GF | GS | DR  |
|  | ---- | --------------------- | -- | - | - | - | - | -- | -- | --- |
|  | 1.   | Real Valladolid       | 10 | 6 | 5 | 0 | 1 | 21 | 6  | +15 |
|  | 2.   | Deportivo Carabanchel | 10 | 6 | 5 | 0 | 1 | 16 | 9  | +7  |
|  | 3.   | Castilla              | 4  | 6 | 2 | 0 | 4 | 11 | 22 | -11 |
|  | 4.   | Ferroviaria           | 0  | 6 | 0 | 0 | 6 | 7  | 17 | -10 |

Verdetto
- Qualificate agli ottavi di finale: Real Valladolid e Deportivo Carabanchel

## Gruppo 3
|  | Pos. | Squadra   | Pt | G | V | N | P | GF | GS | DR |
|  | ---- | --------- | -- | - | - | - | - | -- | -- | -- |
|  | 1.   | Logroño   | 8  | 6 | 3 | 2 | 1 | 15 | 7  | +8 |
|  | 2.   | Barakaldo | 6  | 6 | 2 | 2 | 2 | 12 | 9  | +3 |
|  | 3.   | Erandio   | 6  | 6 | 3 | 0 | 3 | 8  | 8  | 0  |
|  | 4.   | Tolosa CF | 4  | 6 | 1 | 2 | 3 | 5  | 16 | -9 |

Verdetto
- Qualificate agli ottavi di finale: Logrońo e Barakaldo

## Gruppo 4
Classifica
|  | Pos. | Squadra        | Pt | G | V | N | P | GF | GS | DR  |
|  | ---- | -------------- | -- | - | - | - | - | -- | -- | --- |
|  | 1.   | Real Saragozza | 8  | 4 | 4 | 0 | 0 | 29 | 5  | +24 |
|  | 2.   | Huesca         | 2  | 4 | 1 | 0 | 3 | 9  | 24 | -15 |
|  | 3.   | Tafalla        | 2  | 4 | 1 | 0 | 3 | 7  | 16 | -9  |

Verdetto
- Qualificate agli ottavi di finale: Saragozza e Deportivo Huesca

## Gruppo 5
|  | Pos. | Squadra     | Pt | G  | V | N | P | GF | GS | DR  |
|  | ---- | ----------- | -- | -- | - | - | - | -- | -- | --- |
|  | 1.   | Badalona    | 15 | 10 | 7 | 1 | 2 | 24 | 12 | +12 |
|  | 2.   | Sabadell    | 12 | 10 | 4 | 4 | 2 | 25 | 16 | +9  |
|  | 3.   | Palafrugell | 11 | 10 | 5 | 1 | 4 | 19 | 20 | -1  |
|  | 4.   | Sants       | 10 | 10 | 3 | 4 | 3 | 11 | 13 | -3  |
|  | 5.   | Júpiter     | 6  | 10 | 2 | 2 | 6 | 9  | 15 | -6  |
|  | 6.   | Martinenc   | 6  | 10 | 2 | 2 | 6 | 13 | 25 | -12 |

Verdetto
- Qualificate agli ottavi di finale: Badalona e Sabadell

## Gruppo 6
|  | Pos. | Squadra             | Pt | G | V | N | P | GF | GS | DR  |
|  | ---- | ------------------- | -- | - | - | - | - | -- | -- | --- |
|  | 1.   | Hércules            | 11 | 6 | 1 | 0 | 2 | 26 | 7  | +19 |
|  | 2.   | Elche               | 5  | 6 | 2 | 1 | 3 | 15 | 12 | -3  |
|  | 3.   | Gimnastica Valencia | 5  | 6 | 2 | 1 | 3 | 10 | 19 | -9  |
|  | 4.   | Levante             | 3  | 6 | 1 | 1 | 4 | 9  | 22 | -13 |

Verdetto
- Qualificate agli ottavi di finale:  Hercules ed Elche

## Gruppo 7
|  | Pos. | Squadra         | Pt | G | V | N | P | GF | GS | DR  |
|  | ---- | --------------- | -- | - | - | - | - | -- | -- | --- |
|  | 1.   | FC Cartagena    | 9  | 6 | 4 | 1 | 1 | 19 | 3  | +16 |
|  | 2.   | Cieza           | 8  | 6 | 4 | 0 | 2 | 14 | 11 | -3  |
|  | 3.   | Gimnastica Abad | 4  | 6 | 2 | 0 | 4 | 9  | 14 | -5  |
|  | 4.   | Imperial FC     | 3  | 6 | 1 | 1 | 4 | 10 | 24 | -14 |

Verdetto
- Qualificate agli ottavi di finale: Cartagena e Cieza

## Gruppo 8
|  | Pos. | Squadra   | Pt | G | V | N | P | GF | GS | DR |
|  | ---- | --------- | -- | - | - | - | - | -- | -- | -- |
|  | 1.   | Malagueño | 5  | 4 | 2 | 1 | 1 | 6  | 2  | +4 |
|  | 2.   | Córdoba   | 5  | 4 | 2 | 1 | 1 | 8  | 7  | +1 |
|  | 3.   | Malaga    | 2  | 4 | 0 | 2 | 2 | 4  | 9  | -5 |

Verdetto
- Qualificate agli ottavi di finale: Malagueño e Cordoba

## Ottavi di finale
|                       | 1° Ottavo |                       | Luogo e data               |  |
| --------------------- | --------- | --------------------- | -------------------------- |  |
| Stadium Avilés        | 2 - 0     | Deportivo Carabanchel | Avilés, 29 gennaio 1933    |  |
| Deportivo Carabanchel | 3 - 1     | Stadium Avilés        | Madrid, 5 febbraio 1933    |  |
| Stadium Avilés        | 4 - 0     | Deportivo Carabanchel | Santander, ? febbraio 1933 |  |
|                       |           |                       |                            |  |

|         | 2° Ottavo |         | Luogo e data             |  |
| ------- | --------- | ------- | ------------------------ |  |
| Logroño | 9 - 1     | Huesca  | Logroño, 29 gennaio 1933 |  |
| Huesca  | 1 - 3     | Logroño | Huesca, 5 febbraio 1933  |  |
|         |           |         |                          |  |

|          | 3° Ottavo |          | Luogo e data              |  |
| -------- | --------- | -------- | ------------------------- |  |
| Badalona | 3 - 0     | Elche    | Badalona, 29 gennaio 1933 |  |
| Elche    | 4 - 0     | Badalona | Elche, 5 febbraio 1933    |  |
|          |           |          |                           |  |

|              | 4° Ottavo |              | Luogo e data               |  |
| ------------ | --------- | ------------ | -------------------------- |  |
| FC Cartagena | 4 - 0     | Córdoba      | Cartagena, 29 gennaio 1933 |  |
| Córdoba      | 1 - 0     | FC Cartagena | Cordova, 5 febbraio 1933   |  |
|              |           |              |                            |  |

|                     | 5° Ottavo |                     | Luogo e data                |  |
| ------------------- | --------- | ------------------- | --------------------------- |  |
| Union Sporting Vigo | 0 - 2     | Real Valladolid     | Vigo, 29 gennaio 1933       |  |
| Real Valladolid     | 4 - 0     | Union Sporting Vigo | Valladolid, 5 febbraio 1933 |  |
|                     |           |                     |                             |  |

|           | 6° Ottavo |           | Luogo e data               |  |
| --------- | --------- | --------- | -------------------------- |  |
| Barakaldo | 2 - 1     | Saragozza | Barakaldo, 29 gennaio 1933 |  |
| Saragozza | 4 - 0     | Barakaldo | Saragozza, 5 febbraio 1933 |  |
|           |           |           |                            |  |

|          | 7° Ottavo |          | Luogo e data              |  |
| -------- | --------- | -------- | ------------------------- |  |
| Hércules | 0 - 2     | Sabadell | Alicante, 29 gennaio 1933 |  |
| Sabadell | 3 - 0     | Hércules | Sabadell, 5 febbraio 1933 |  |
|          |           |          |                           |  |

|           | 8° Ottavo |           | Luogo e data            |  |
| --------- | --------- | --------- | ----------------------- |  |
| Malagueño | 4 - 0     | Cieza     | Malaga, 29 gennaio 1933 |  |
| Cieza     | 3 - 0     | Malagueño | Cieza, 5 febbraio 1933  |  |
|           |           |           |                         |  |

Verdetti
- Passano ai quarti di finale: Stadium Avilés, R.Valladolid, Elche, Sabadell, Logroño, Cartagena, Saragozza, e Malagueño.

## Quarti di finale
|              | 1° Quarto |              | Luogo e data                |  |
| ------------ | --------- | ------------ | --------------------------- |  |
| FC Cartagena | 4 - 0     | Malagueño    | Cartagena, 12 febbraio 1933 |  |
| Malagueño    | 3 - 0     | FC Cartagena | Malaga, 19 febbraio 1933    |  |
|              |           |              |                             |  |

|           | 2° Quarto |           | Luogo e data              |  |
| --------- | --------- | --------- | ------------------------- |  |
| Logroño   | 0 - 0     | Saragozza | Logroño, 12 febbraio 1933 |  |
| Saragozza | 2 - 0     | Logroño   | Huesca, 19 febbraio 1933  |  |
|           |           |           |                           |  |

|          | 3° Quarto |          | Luogo e data               |  |
| -------- | --------- | -------- | -------------------------- |  |
| Elche    | 5 - 2     | Sabadell | Elche, 12 febbraio 1933    |  |
| Sabadell | 3 - 0     | Elche    | Sabadell, 19 febbraio 1933 |  |
| Sabadell | 2 - 1     | Elche    | Madrid, ? febbraio 1933    |  |
|          |           |          |                            |  |

|                 | 4° Quarto |                 | Luogo e data                 |  |
| --------------- | --------- | --------------- | ---------------------------- |  |
| Real Valladolid | 3 - 1     | Stadium Avilés  | Valladolid, 12 febbraio 1933 |  |
| Stadium Avilés  | 2 - 1     | Real Valladolid | Avilés, 19 febbraio 1933     |  |
|                 |           |                 |                              |  |

Verdetto
- Passano alle Semifinali:R.Valladolid, Sabadell, Cartagena, e Saragozza.

## Semifinali
|                 | 1a Semifinale |                 | Luogo e data                 |  |
| --------------- | ------------- | --------------- | ---------------------------- |  |
| Saragozza       | 1 - 0         | Real Valladolid | Valladolid, 26 febbraio 1933 |  |
| Real Valladolid | 1 - 1         | Saragozza       | Avilés, 3 marzo 1933         |  |
|                 |               |                 |                              |  |

|              | 2a Semifinale |              | Luogo e data               |  |
| ------------ | ------------- | ------------ | -------------------------- |  |
| Sabadell     | 8 - 2         | FC Cartagena | Sabadell, 26 febbraio 1933 |  |
| FC Cartagena | 2 - 1         | Sabadell     | Cartagena, 3 marzo 1933    |  |
|              |               |              |                            |  |

Verdetto
- Passano alla finale: Sabadell e Saragozza.

## Finale
|           | Finale |           | Luogo e data             |  |
| --------- | ------ | --------- | ------------------------ |  |
| Sabadell  | 1 - 1  | Saragozza | Sabadell, 12 marzo 1933  |  |
| Saragozza | 1 - 2  | Sabadell  | Saragozza, 19 marzo 1933 |  |
|           |        |           |                          |  |

Verdetto
- Promosso in Segunda División 1933-34: Sabadell.

## Fonti
- Risultati da futbolinspain.com/, su futbolinspain.com.